# Prinz-Alfred-Hirsch

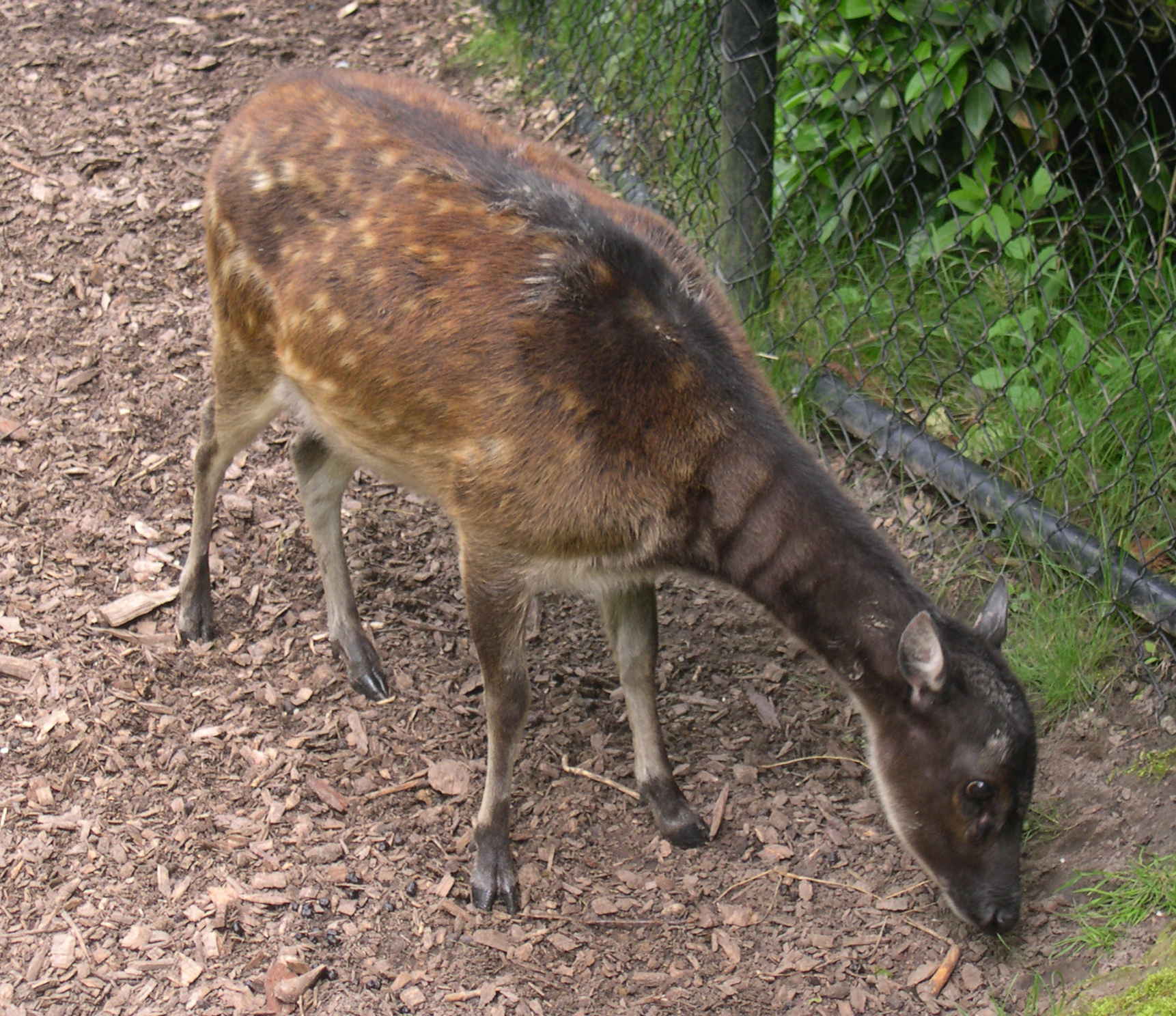
Weiblicher Prinz-Alfred-Hirsch

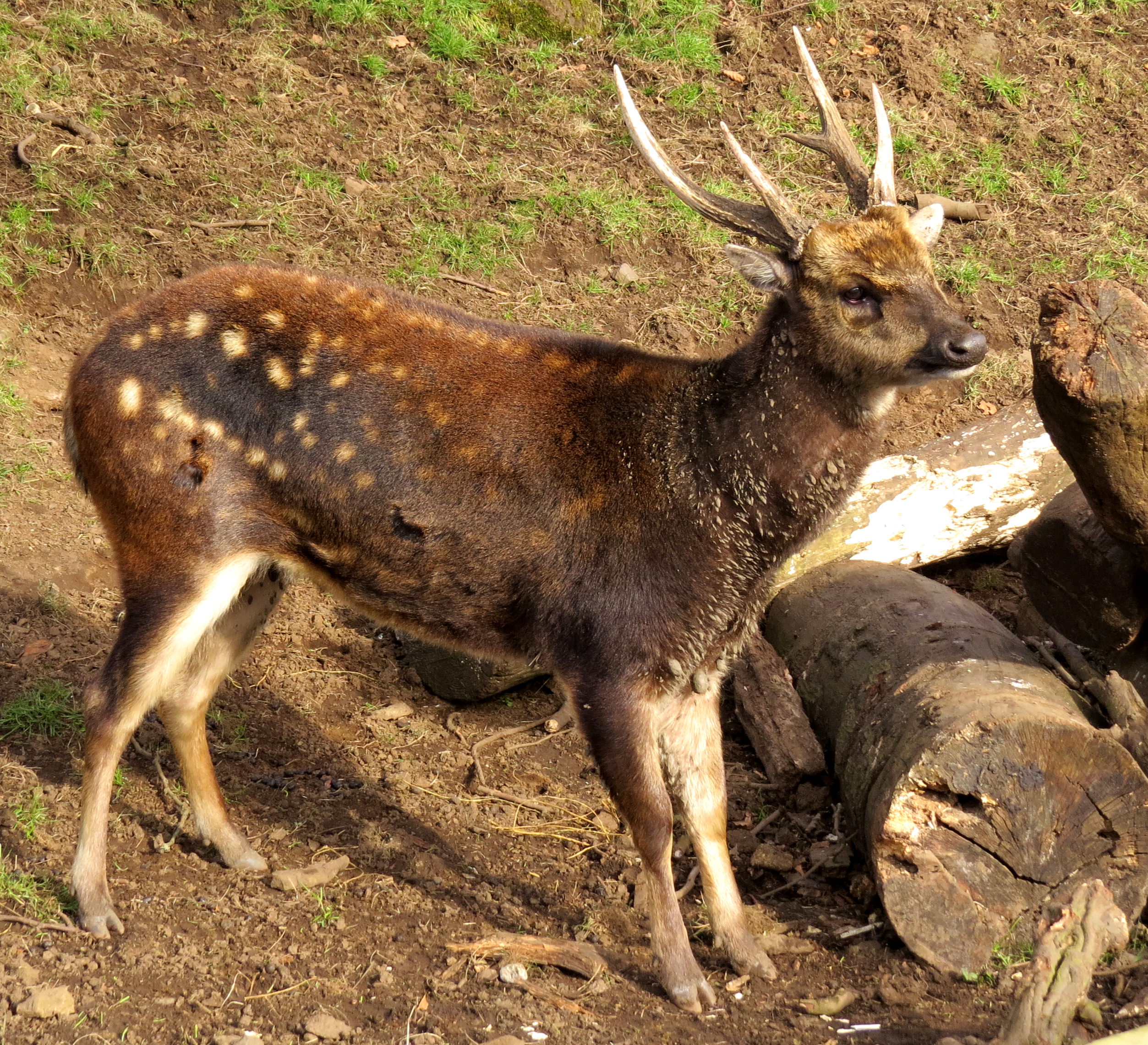
Männlicher Prinz-Alfred-Hirsch, Royal Edinburgh Zoo, Edinburgh, Schottland

Der Prinz-Alfred-Hirsch (Cervus alfredi oder Rusa alfredi) ist eine Säugetierart aus der Familie der Hirsche (Cervidae). Die auf den Philippinen endemische Art ist nach Prinz Alfred, Sohn der britischen Königin Victoria benannt und zählt zu den seltensten Hirscharten der Welt. Auf den Visayas werden die Namen Usa und Lagsaw für den Prinz-Alfred-Hirsch verwendet.

## Merkmale
Das feine, ausgesprochen dichte Fell dieser Hirsche ist dunkelbraun gefärbt. Kennzeichnend sind die hellen Flecken, die sich entlang des Rückens und der Flanken erstrecken und nach vorne hin kleiner werden. Die Unterseite des Körpers und des Schwanzes sind weißlich-grau gefärbt. Das Geweih, das wie bei fast allen Hirscharten nur die Männchen tragen, ist relativ kurz und dick. Auffallend ist sein im Vergleich zu anderen Hirschen schmaler Schädel. Mit einer Kopfrumpflänge von rund 125 Zentimetern und einer Schulterhöhe von 65 bis 80 Zentimetern zählt er zu den kleinsten Vertretern der Echten Hirsche.

## Verbreitung und Lebensraum
Prinz-Alfred-Hirsche leben in Regenwäldern der zu den Philippinen gehörenden Visayas-Inseln. Auf vielen Inseln ihres ursprünglichen Verbreitungsgebietes, darunter Cebu, Bohol und Masbate sind sie ausgestorben. Auch die in den 1980er-Jahren noch erhobenen Populationen auf Leyte und Samar dürften erloschen sein, sodass die Art heute nur mehr in vereinzelten Stellen auf der Insel Negros, um die Vulkane Mandalagan, Cuernos de Negros, Silay, und in den westlichen bewaldeten Central-Panay-Bergen auf der Insel Panay vorkommt.

## Lebensweise
Über die Lebensweise der Prinz-Alfred-Hirsche ist wenig bekannt. Sie sind nachtaktiv und leben überwiegend einzelgängerisch. Sie halten sich bevorzugt im dichten Unterholz auf und ernähren sich von Gräsern und Blättern. Die meisten Geburten fallen in die Monate Mai und Juni, die Tragzeit beträgt rund acht Monate und die Wurfgröße meist ein einzelnes Jungtier.

## Bedrohung
Die Bejagung und die großflächige Zerstörung ihres Lebensraums haben die Art an den Rand des Aussterbens gebracht. Wie oben erwähnt, kommt sie heute nur mehr in vereinzelten Gebieten auf zwei Inseln vor und hat damit mehr als 95 % ihres ursprünglichen Verbreitungsgebietes eingebüßt. Schätzungen zufolge leben nur mehr wenige hundert Vertreter dieser Art, die IUCN listet sie als stark gefährdet (endangered). Durch Nachzuchtprogramme und effektivere Überwachung der Schutzregionen wird versucht, einen weiteren Rückgang der Bestandszahlen zu verhindern. Die Nationalparks und Naturparks auf Negros, in denen der Prinz-Alfred-Hirsch lebt, der Balinsasayao Twin Lakes Natural Park, der Northern Negros Natural Park und der Mount Kanlaon Natural Park wurden in das Integrierte Biosphärenzonen-Gesetz zum Schutz und Erhalt der Biosphäre (NIPAS) aufgenommen. Von der Zoologischen Gesellschaft für Arten- und Populationsschutz (ZGAP) zusammen mit der Talarak Foundation Inc. wurden seit 2014 in mehreren Aufzuchtstationen unter anderem auch auf Negros erfolgreich Zuchtgruppen aufgebaut, welche die Basis für zukünftige Wiederansiedlungsprojekte bilden. Die ZGAP bemüht sich bereits seit Ende der 1980er Jahre um den Erhalt der hochbedrohten Hirschart.

## Systematik

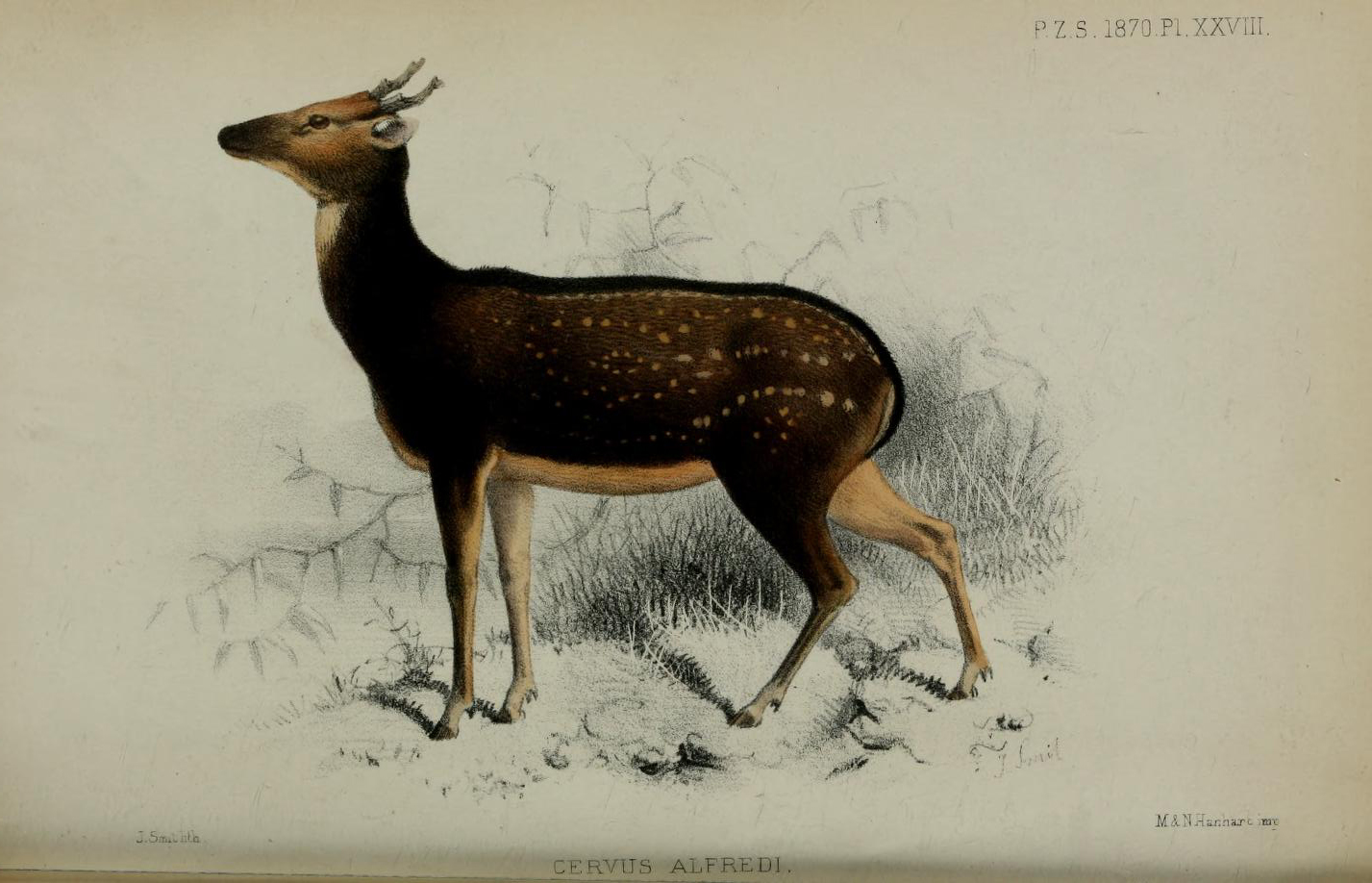
Prinz-Alfred-Hirsch, Illustration der Erstbeschreibung 1870

Der Prinz-Alfred-Hirsch wurde 1870 von Philip Lutley Sclater erstmals wissenschaftlich beschrieben. Dabei handelte es sich um die vorerst provisorische Beschreibung eines Neuzugangs für die Menagerie der Zoological Society of London, die in einer entsprechenden Aufzählung aufgeführt wurde. Sclater war sich über die Herkunft des Exemplars unsicher und benannte die Malaiische Halbinsel und umliegende Inseln als mögliches Verbreitungsgebiet. Richard Lydekker korrigierte dies 1915 und gab Manila als eigentlichen Herkunftsort des Typusexemplars an.
Erst seit den 1980er-Jahren wird der Prinz-Alfred-Hirsch als eigene Art geführt, früher galt er als Unterart des Sambars oder des Philippinenhirsches. Neuere molekulargenetische Untersuchungen bestätigen die nahe Verwandtschaft mit dem Philippinenhirsch, möglicherweise ist der Prinz-Alfred-Hirsch aber nur eine Unterart von letzteren.

## Belege
1. ↑  Roland Wirth: Endlich Fortschritt beim Erhaltungsprojekt für den Prinz-Alfred-Hirsch. ZGAP Mitteilungen 6. Jahrgang, Heft 2, 1990, S. 1–3
2. ↑  Philip Lutley Sclater: The Secretary on Additions to the Menagerie. Proceedings of the Zoological Society of London 1870, S. 381 (Volltext)
3. ↑  Richard Lydekker: Catalogue of the ungulate mammals in the British Museum (Natural History). London, 1915, S. 1–438 (S. 62–63) (online)
4. ↑  Nicola S. Heckeberg, Dirk Erpenbeck, Gert Wörheide und Gertrud E. Rössner:  Systematic relationships of five newly sequenced cervid species. PeerJ 4, 2016, S. e2307, doi:10.7717/peerj.2307